# روش ماهیگیری ناپایدار

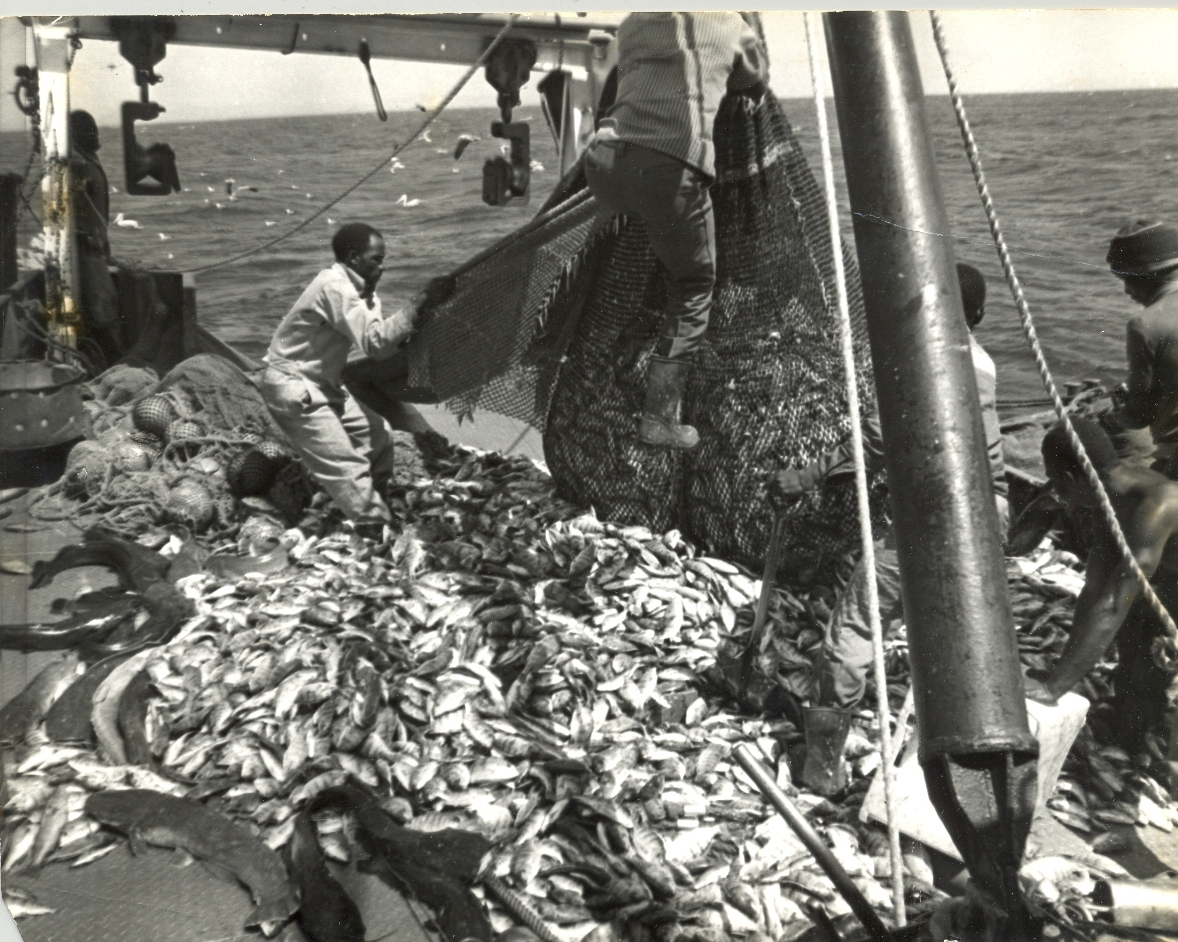
ماهیگیری تجاری که نشان‌دهنده فراوانی گونه‌های ماهی صید شده با استفاده از روش ترال است

روش ماهیگیری ناپایدار (به انگلیسی: Unsustainable fishing method) به استفاده از روش‌های مختلف ماهیگیری به منظور صید یا برداشت ماهی با سرعتی گفته می‌شود که با گذشت زمان شاهد کاهش جمعیت ماهیان باشیم. این روش‌ها برای آسان‌تر کردن شیوه‌های ماهیگیری مخرب که اکوسیستم‌های درون اقیانوس را تخریب می‌کنند، مشاهده می‌شوند و به عنوان ابزاری برای صید بی‌رویه استفاده می‌شوند که منجر به کاهش جمعیت ماهی‌ها با سرعتی غیرقابل بازیابی می‌شود.